# Dala, Ekeby socken

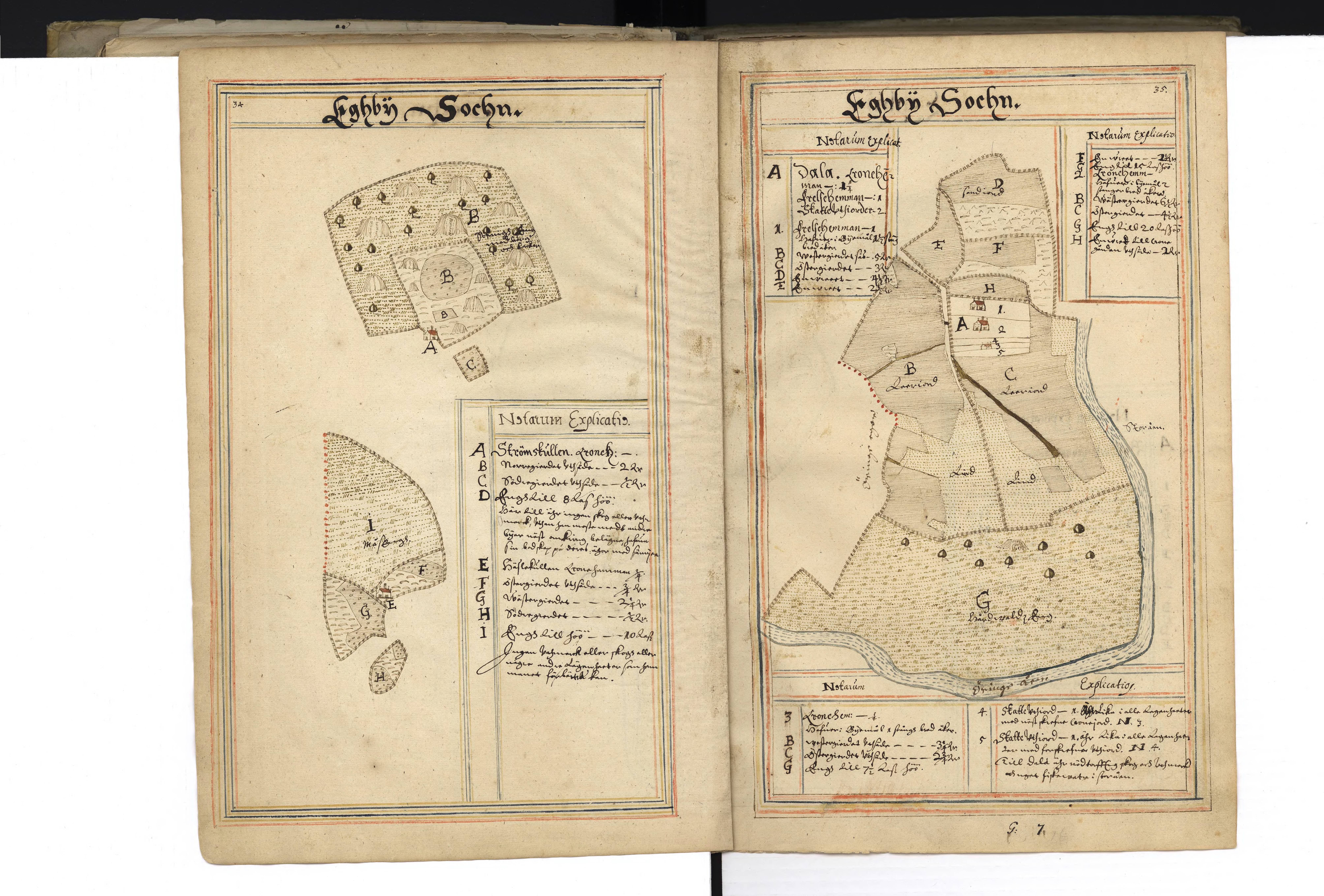
Karta över Dala år 1638.

Dala är en gård från åtminstone 1300-talet i Ekeby socken, Boxholms kommun. På området fanns även ett gästgiveri.  

## Historik
Dala är en gård i Ekeby socken, Boxholms kommun som bestod av 1 5⁄8 hemman. Dala omnämns 1376, då häradshövding i Göstrings härad i bodde på gården. År 1378 skänkte Margareta Rangvaldsdotter till Vadstena klosterbyggnad 2 attungar jorden i Dala. Delar av Dala hörde 1647 till assessorn Måns Ekegren i Göta hovrätt och senare en Ribbing, 1700 släkten Soop, fru Elsa Cruus och Beata Schulman, änka efter generallöjtnant friherre Hans Georg Mörner af Morlanda.
5⁄8 tillhörde Grönlunds fideikommiss i Åsbo socken.
Gården ägde på 1940-talet av greve Carl Philip Klingspor.

### Backstugor och torp
På gården har det även funnits följande torp och backstugor vid namn Boden, Stenliden, Marieberg, Ekelund, Klippan, Petersboerg (Linnemo), Tunaberg och Höjden (Svensberg). Torpmärkningar utfördes på Linnemo (Petersberg), Klippan och Höjden (Svensberg) 1980, samt Liden 1982.

## Gästgivaregården
Som bestod av 5⁄8 hemman, varav 4⁄8 kronohemman och 1⁄8 frälsehemman.
Lista över gästgivare.
| Period    | Namn               | Levnadstid |
| --------- | ------------------ | ---------- |
| 1750-1767 | Peter Dahlgren     |            |
| 1776-1796 | Jonas Rudberg      | 1750-      |
| 1796-     | Sven Jacobsson     | 1760-      |
| 1822-1842 | Isräl Persson      | 1782-      |
| 1842-1865 | Anders Lindberg    | 1807-      |
| 1865-     | Carl Magnus Krantz | 1817-1885  |